# Ravenel, Oise
Ravenel hoặc Ravenel-sur-Oise là một xã thuộc tỉnh Oise trong vùng Hauts-de-France phía bắc nước Pháp. Xã này nằm ở khu vực có độ cao trung bình 115 mét trên mực nước biển.
Ravenel có cự ly khoảng 70 ki lô mét về phía bắc thủ đô Paris.
Dân số năm 1999 là 1018 người.